# ViacomCBS Networks International
ViacomCBS Networks International Czech s.r.o. (веде бізнес як Paramount) — регіональний підрозділ міжнародного мовлення американського багатонаціонального розважального конгломерату засобів масової інформації Paramount у Чехії. Підрозділ контролює трансляцію ключових брендів Paramount у Європі. До цих брендів належать MTV, Nickelodeon, Comedy Central та Paramount Network. Він був створений на основі ребрендингу мереж MTV від Viacom. Штаб-квартира знаходиться у Празі. Компанія зареєстрована в комерційному реєстрі, який веде Міський суд у Празі за № 156775. Підпорядковується регіональному підрозділу Paramount Networks EMEAA, яким керує міжнародний підрозділ Paramount International Networks.

## Діючі мережі

### MTV

#### Міжнародні
- MTV Global
- Club MTV
- MTV Hits
- MTV 80s
- MTV 90s
- MTV 00s

#### Регіональні
- MTV (Ірландія)
- MTV (Португалія)
- MTV (Іспанія)
- MTV (Бельгія)
- MTV (Франція)

### Nickelodeon

#### Міжнародні
- Nickelodeon
- Nickelodeon Global
- Nickelodeon Pluto TV
- NickToons Global
- TeenNick
- NickMusic

#### Регіональні
- Nickelodeon (Польща)
- NickToons Global (Туреччина)
- NickToons (Ірландія)
- Nick Jr. (Ірландія)
- Nick Jr. PAW Patrol (Ірландія)
- Nick SpongeBob (Ірландія)
- Nick Horrid Henry (Ірландія)
- Nick (Австрія)
- Nickelodeon Teen (Франція)

### Comedy Central

#### Міжнародні
- Comedy Central Extra
- Paramount Comedy

#### Регіональні
- Comedy Central (Угорщина)
- Comedy Central Family (Угорщина)
- Comedy Central (Польща)
- Comedy Central Extra (Польща)
- Comedy Central (Румунія)
- Comedy Central (Ірландія)

### Paramount Network
- Paramount Network (Чехія)
- Paramount Network (Угорщина)
- Paramount Network (Польща)

## Колишні мережі
- Paramount Channel (Польща)
- Paramount Channel (Україна)[4]
- Paramount Channel (Казакстан)